# Town Point (hrabstwo Pictou)
Town Point – przylądek (point) w kanadyjskiej prowincji Nowa Szkocja, w hrabstwie Pictou (45°40′28″N, 62°42′16″W), wysunięty w zatokę Pictou Harbour, na jej północnym brzegu; nazwa urzędowo zatwierdzona 8 listopada 1948.